# Per Runeson
Per Runeson, född 1966 i Olofström i Blekinge, är en svensk professor inom datavetenskap.
1998 lade Per Runeson fram sin doktorsavhandling med titeln ”Models for Estimation of Software Faults and Failures in Inspection and Test” handledd av Claes Wohlin. Han blev anställd som universitetslektor vid Lunds universitet samma år, utsedd till docent 2001 och befordrad till professor 2004.
Runesons forskning är särskilt inriktad på testning av mjukvara i storskalig utveckling. Hans mest citerade bidrag till forskningen är handböcker för empirisk forskning om mjukvaruutveckling, för fallstudier och experiment. Runeson har rankats på Journal of Software and Systems rankinglista på fjärde plats i världen, för publikationer 2003-2007.